# Kushi jezik
Kushi jezik (ISO 639-3: kuh; chong’e, goji, kushe), afrazijski jezik zapadnočadske skupine kojim govori oko 11 000 ljudi (1995 CAPRO) u nigerijskoj državi Bauchi u LGA Billiri i Kaltungo; Glavno središte je selo Kushi.
Kushi uz još 5 jezika kutto [kpa], kwaami [ksq], pero [pip], piya-kwonci [piy] i tangale [tan], svi iz Nigerije, pripada podskupini tangale, šira skupina A.2. bole-tangale.

## Vanjske poveznice
- Ethnologue (14th)
- Ethnologue (15th)